# Thanhha Lai
Thanhha Lai (en vietnamien : Lai T. Thanh Hà ; née le 1er janvier 1965) est une écrivaine vietnamo-américaine de littérature pour enfants. Elle remporte le National Book Award 2011 en littérature jeunesse et un Newbery Honor pour son premier roman, Inside Out and Back Again, publié par HarperCollins.

## Biographie

### Enfance et formation
Thanhha Lai naît à Saigon (aujourd'hui Hô Chi Minh-Ville), le 3 janvier 1965. Elle a six frères et deux sœurs.
Dix ans plus tard, en 1975, lorsque son père, qui sert dans la marine sud-vietnamienne, est porté disparu et que les troupes nord-vietnamiennes conquièrent le Sud-Vietnam, la mère de Thanhha Lai décide de fuir avec ses neuf enfants. Elle déménage alors à Montgomery, en Alabama,.
Elle obtient un diplôme en journalisme de l'Université du Texas à Austin en 1988. Puis elle obtient une master en beaux-arts de l'Université de New York.
Son père est toujours porté disparu. 

### Carrière
À partir de 1988, elle travaille pendant environ deux ans pour le journal du comté d'Orange, en Californie, The Orange County Register, couvrant l'actualité de Little Saigon, la communauté vietnamienne locale,,.
Puis, après son master, elle déménage à New York, où elle enseignera à la Parsons The New School for Design jusqu'en 2012,,.
Parallèlement, elle écrit. Elle passe quinze ans à travailler sur un vaste roman pour adultes qu'elle n'arrive pas à terminer jusqu'à ce qu'elle décide de se concentrer sur une seule année de son enfance, celle de son émigration, relatée en vers libre, en six mois,. 
Son premier roman, Inside Out and Back Again, publié par HarperCollins en 2011, reçoit un Newbery Honor,,,. Il remporte également le National Book Award 2011 en littérature jeunesse,,,. Le roman raconte l'histoire de Hà, âgée de 10 ans, qui s'échappe du Vietnam d'après-guerre à bord d'un navire de la marine et illustre les épreuves qu'elle doit surmonter pour s'adapter à son nouvel environnement, à sa nouvelle culture et à sa nouvelle langue aux États-Unis, ainsi que l'auteure l'a elle-même vécu.
En 2015 parait son second roman publié par HarperCollins, Listen, Slowly. Il raconte l'histoire d'une jeune fille, Mai, qui retourne sur la terre de ses ancêtres au Vietnam. Celle-ci vit également le choc des cultures car Mai est née et a grandi en Californie. Elle s'y rend avec sa grand-mère qui veut savoir où se trouve son mari disparu pendant la guerre du Vietnam. Mai peine à trouver un équilibre dans ce pays dont elle ne connaît ni la langue, ni les coutumes et où sa famille lui semble étrangère.
En 2019, elle publie Butterfly Yellow. Le livre, destiné aux adolescents de plus de 12 ans, raconte l'histoire de Hang qui, pour échapper aux mains des nord-vietnamiens au printemps 1975 à la fin de la guerre du Vietnam, tente de sauver son petit frère en le confiant à des Américains. En prétendant qu'ils sont orphelins, Hang pense être conduite en lieu sûr avec son petit frère mais, alors âgée de douze ans, elle est jugée trop vieille pour l'accompagner. Son frère est aussitôt emmené avec, pour seule indication, une carte portant une adresse à Amarillo. Elle décide donc de partir aux États-Unis pour le retrouver. Elle parvient à son but six années plus tard, au Texas, mais son frère s'appelle désormais David et ne veut rien savoir de son passé.
En 2022, elle publie un album pour enfants, Hundred Years of Happiness. 

### Engagement
Elle fonde l'organisation à but non lucratif Viet Kids Inc., qui fournit des vélos aux étudiants vietnamiens pauvres. L'association règle également des frais de scolarité et fournit des uniformes ainsi que de la nourriture. 

### Vie privée
Elle vit à Croton-on-Hudson. Elle est mariée et mère d'une fille.

## Œuvre
- Watermark: Vietnamese American poetry & prose. Asian American Writers' Workshop. 1998. — anthologie incluant le travail de Thanhha Lai
- Inside Out and Back Again. HarperCollins. 2011.  (ISBN 978-0-06-196278-3). — National Book Award et  Newbery Honor
- Listen, Slowly. HarperCollins. 2015.  (ISBN 978-0-06-222918-2)
- Butterfly Yellow. HarperCollins. 2019.  (ISBN 978-0-06-222921-2)
- Hundred Years of Happiness. HarperCollins. 2022  (ISBN 978-0063026926)